# Сімферопольська міська рада
Сімферо́польська міська́ ра́да (крим. Aqmescit şeer şurası, рос. Симферопольский городской совет) — адміністративно-територіальна одиниця та орган місцевого самоврядування у складі Сімферопольського району Автономної Республіки Крим, Україна. Адміністративний центр — колишнє місто республіканського значення Сімферополь. Діє на тимчасово окупованій Росією території Криму.

## Загальні відомості
- Територія ради: 107 км²
- Населення ради: 363 341 особа (станом на 1 січня 2014 року)
- Територією ради протікає річка Салгир

Офіційні мови: українська, кримськотатарська, російська.

## Адміністративний устрій
Міській раді підпорядковані:
- м. Сімферополь
  - Залізничний район
    - Гресівська селищна рада
      - смт Гресівський
      - смт Аерофлотський
      - смт Бакачик-Кият
      - с-ще Бітумне

  - Київський район
    - смт Аграрне

  - Центральний район

## Населення
Розподіл населення за віком та статтю (2001)
| Стать | Всього  | До 15 років | 15-24  | 25-44  | 45-64  | 65-85  | Понад 85 |
| --- | ------- | ----------- | ------ | ------ | ------ | ------ | -------- |
| Чоловіки | 159 302 | 26 771      | 30 404 | 47 980 | 38 929 | 14 544 | 674      |
| Жінки | 198 800 | 25 466      | 32 004 | 56 118 | 53 690 | 29 247 | 2275     |
| \| Статево-вікова піраміда \| Статево-вікова піраміда \| Статево-вікова піраміда \| \| ----------------------- \| ----------------------- \| ----------------------- \| \| Чоловіки \| Вік \| Жінки \| \| 674 \| 85 + \| 2275 \| \| 1089 \| 80-84 \| 3191 \| \| 3116 \| 75-79 \| 7698 \| \| 5026 \| 70-74 \| 9747 \| \| 5313 \| 65-69 \| 8611 \| \| 9796 \| 60-64 \| 14 400 \| \| 5926 \| 55-59 \| 8427 \| \| 10 983 \| 50-54 \| 14 823 \| \| 12 224 \| 45-49 \| 16 040 \| \| 12 623 \| 40-44 \| 16 078 \| \| 11 724 \| 35-39 \| 13 703 \| \| 11 064 \| 30-34 \| 12 609 \| \| 12 569 \| 25-29 \| 13 728 \| \| 13 933 \| 20-24 \| 15 392 \| \| 16 471 \| 15-20 \| 16 612 \| \| 12 399 \| 10-14 \| 11 654 \| \| 7786 \| 5-9 \| 7494 \| \| 6586 \| 0-4 \| 6318 \| |         |             |        |        |        |        |          |
| Статево-вікова піраміда |         |             |        |        |        |        |          |
| Чоловіки | Вік     | Жінки       |        |        |        |        |          |
| 674 | 85 +    | 2275        |        |        |        |        |          |
| 1089 | 80-84   | 3191        |        |        |        |        |          |
| 3116 | 75-79   | 7698        |        |        |        |        |          |
| 5026 | 70-74   | 9747        |        |        |        |        |          |
| 5313 | 65-69   | 8611        |        |        |        |        |          |
| 9796 | 60-64   | 14 400      |        |        |        |        |          |
| 5926 | 55-59   | 8427        |        |        |        |        |          |
| 10 983 | 50-54   | 14 823      |        |        |        |        |          |
| 12 224 | 45-49   | 16 040      |        |        |        |        |          |
| 12 623 | 40-44   | 16 078      |        |        |        |        |          |
| 11 724 | 35-39   | 13 703      |        |        |        |        |          |
| 11 064 | 30-34   | 12 609      |        |        |        |        |          |
| 12 569 | 25-29   | 13 728      |        |        |        |        |          |
| 13 933 | 20-24   | 15 392      |        |        |        |        |          |
| 16 471 | 15-20   | 16 612      |        |        |        |        |          |
| 12 399 | 10-14   | 11 654      |        |        |        |        |          |
| 7786 | 5-9     | 7494        |        |        |        |        |          |
| 6586 | 0-4     | 6318        |        |        |        |        |          |

Етномовний склад населених пунктів міськради (рідні мови населення за переписом 2001 р.)
|                         | російська | українська | кримськотатарська | білоруська | інші |
| Сімферополь (міськрада) | 85,82     | 6,35       | 6,47              | 0,12       | 1,24 |
| ----------------------- | --------- | ---------- | ----------------- | ---------- | ---- |
| м. Сімферополь          | 85,57     | 6,24       | 6,81              | 0,12       | 1,26 |
| смт. Аграрне            | 86,57     | 10,95      | 1,00              | 0,26       | 1,22 |
| Гресівська селищна рада | 90,89     | 7,73       | 0,64              | 0,09       | 0,65 |

## Склад ради
Рада складається з 76 депутатів та голови.
- Голова ради: Агеєв Віктор Миколайович
- Секретар ради: Смоліговець Ольга Григорівна

### Керівний склад попередніх скликань
| Прізвище, ім'я, по батькові    | Основні відомості                                                       | Дата обрання | Дата звільнення |
| ------------------------------ | ----------------------------------------------------------------------- | ------------ | --------------- |
| Бабенко Геннадій Олександрович | Міський голова, 1950 року народження, член Партії регіонів              | 26.03.2006   | 31.10.2010      |
| Агеєв Віктор Миколайович       | Міський голова, 1959 року народження, освіта вища, член Партії регіонів | 31.10.2010   |                 |

Примітка: таблиця складена за даними сайту Верховної Ради України

### Депутати
За результатами місцевих виборів 2010 року депутатами ради стали:

#### За суб'єктами висування
| Суб'єкт висування                       | Кількість обраних депутатів | %    |
| --------------------------------------- | --------------------------- | ---- |
| Партія регіонів                         | 60                          | 78,9 |
| Комуністична партія України             | 4                           | 5,3  |
| Партія «Союз»                           | 4                           | 5,3  |
| Політична партія «Народний рух України» | 3                           | 3,9  |
| Політична партія «Руська єдність»       | 3                           | 3,9  |
| Політична партія «Сильна Україна»       | 2                           | 2,6  |

#### За округами
| № округу                              | Прізвище, ім'я, по батькові      | Дата визнання обраним | Освіта           | Партійна приналежність                  | Відомості про обраного депутата |
| ------------------------------------- | -------------------------------- | --------------------- | ---------------- | --------------------------------------- | --- |
| Комуністична партія України           |                                  |                       |                  |                                         | |
| б/м                                   | Соломахін Олег Андрійович        | 06.11.2010            | вища             | член Комуністичної партії України       | Виконком Центральної районної ради м. Сімферополя, помічник-консультант народного депутата України                                                                  |
| б/м                                   | Жадов Юрій Дмитрович             | 06.11.2010            | вища             | член Комуністичної партії України       | кооперативне об'єднання «Авангард», голова |
| б/м                                   | Михайлов Володимир Петрович      | 06.11.2010            | вища             | позапартійний                           | ТОВ "Група компаній «Владоград», генеральний директор |
| б/м                                   | Царенко Юрій Валентинович        | 06.11.2010            | вища             | член Комуністичної партії України       | приватний підприємець |
| Партія регіонів                       |                                  |                       |                  |                                         | |
| б/м                                   | Габрієлян Олег Аршавірович       | 06.11.2010            | вища             | позапартійний                           | Кримський університет культури, мистецтв і туризму, ректор |
| б/м                                   | Хмельницький Олексій Михайлович  | 06.11.2010            | вища             | член Партії регіонів                    | ВАТ "ПБК «Крим», генеральний директор |
| б/м                                   | Фротман Борис Ілліч              | 06.11.2010            | вища             | член Партії регіонів                    | торгово-виробничий концерн «Білонг», президент |
| б/м                                   | Гончаров Ярослав Євгенович       | 06.11.2010            | середня          | член Партії регіонів                    | Таврійський національний університет ім. В. Вернадського, студент                                                                                                   |
| б/м                                   | Сафонова Оксана Олександрівна    | 06.11.2010            | вища             | член Партії регіонів                    | благодійна організація "Благодійний Фонд «ДОБРОКРИМ», директор |
| б/м                                   | Іващенко Олександр Сергійович    | 06.11.2010            | вища             | член Партії регіонів                    | управління охорони здоров'я Сімферопольської міської ради, керівник                                                                                                 |
| б/м                                   | Смоліговець Ольга Григорівна     | 06.11.2010            | вища             | член Партії регіонів                    | управління справами Ради міністрів АР Крим, начальник управління контролю                                                                                           |
| б/м                                   | Полунін Андрій Вікторович        | 06.11.2010            | вища             | член Партії регіонів                    | приватний підприємець «Полунін А. В.» |
| б/м                                   | Онищенко Тетяна Олександрівна    | 06.11.2010            | вища             | позапартійна                            | приватний підприємець «Онищенко Т. О.» |
| б/м                                   | Хаялієв Наріман Муратович        | 06.11.2010            | вища             | член Партії регіонів                    | ТОВ «Завод Автоштамп», виконавчий директор |
| б/м                                   | Прімишев Ігор Миколайович        | 06.11.2010            | вища             | член Партії регіонів                    | головне управління зовнішніх зв'язків та міжрегіонального співробітництва Ради міністрів АР Крим, начальник                                                         |
| б/м                                   | Константинов Олег Володимирович  | 06.11.2010            | вища             | член Партії регіонів                    | ВО «Консоль-Відділка» ТОВ «Будівельна компанія Консоль — Буд ЛТД», керівник дільниці «Практік»                                                                      |
| б/м                                   | Ніколаіді Іван Андрійович        | 06.11.2010            | вища             | позапартійний                           | приватний підприємець «Ніколаіді І. А.» |
| б/м                                   | Сумуліді Дмитро Миколайович      | 06.11.2010            | вища             | позапартійний                           | організаційно-контрольна служба Представництва Президента України в АР Крим, головний консультант                                                                   |
| б/м                                   | Сімонов Олег Костянтинович       | 06.11.2010            | вища             | член Партії регіонів                    | Республіканська інспекція закупівель і якості сільськогосподарської продукції при Раді міністрів АРК, головний спеціаліст                                           |
| б/м                                   | Дрягін Олег Валерійович          | 06.11.2010            | вища             | член Партії регіонів                    | ТОВ «Токмак-Хліб» Футбольний клуб «Фенікс-Іллічівець», комерційний директор, віце-президент                                                                         |
| б/м                                   | Молостова Лілія Василівна        | 06.11.2010            | вища             | член Партії регіонів                    | Республіканський комітет по земельним ресурсам АРК, головний спеціаліст відділу оцінки та ринку земель                                                              |
| б/м                                   | Потеряйко Вікторія Гарольдівна   | 06.11.2010            | вища             | член Партії регіонів                    | виконавча дирекція РВ фонду соціального страхування з ТПВ в АРК, заступник директора                                                                                |
| б/м                                   | Скуратовський Валерій Дем'янович | 06.11.2010            | вища             | позапартійний                           | державна служба спеціального зв'язку, головний спеціаліст |
| б/м                                   | Мусаєв Наріман Фаїкович          | 06.11.2010            | вища             | член Партії регіонів                    | ТОВ «СімСітіТранс», генеральний директор |
| б/м                                   | Мальцев Олександр Геннадійович   | 06.11.2010            | середня          | член Партії регіонів                    | ТОВ «Барс», оператор АЗС |
| б/м                                   | Магаленцев Геннадій Васильович   | 06.11.2010            | вища             | член Партії регіонів                    | Кримський торгово-виробничий Альянс, голова правління |
| б/м                                   | Шкаберін Тімур Володимирович     | 06.11.2010            | вища             | член Партії регіонів                    | ПП «Цитадель-Крим», заступник директора |
| 1                                     | Калуженін Сергій Юрійович        | 05.11.2010            | вища             | член Партії регіонів                    | ТОВ «Аптека 36,7», директор |
| 2                                     | Волобуєв Ігор Володимирович      | 05.11.2010            | вища             | член Партії регіонів                    | компанія «Глобус-Трейд», директор |
| 3                                     | Свешніков Олег Ігорович          | 05.11.2010            | вища             | член Партії регіонів                    | ТОВ "Фінансова компанія «Фінбудінвест», заступник директора з інвестиційних питань                                                                                  |
| 4                                     | Макаров Анатолій Іванович        | 05.11.2010            | середня          | член Партії регіонів                    | ПП «МАК ТІС», директор |
| 5                                     | Храмцова Оксана Анатоліївна      | 05.11.2010            | вища             | член Партії регіонів                    | навчально-виховний комплекс «Школа-садок» № 36, директор |
| 6                                     | Лапенко Сергій Станіславович     | 05.11.2010            | вища             | член Партії регіонів                    | КП «Дитячий Оздоровчий центр Кримспоживспілки», директор |
| 7                                     | Пирогов Володимир Дмитрович      | 05.11.2010            | вища             | член Партії регіонів                    | КРП «Сімферопольське міжміське бюро реєстрації і технічної інвентаризації», начальник                                                                               |
| 8                                     | Шабельнікова Світлана Миколаївна | 05.11.2010            | вища             | член Партії регіонів                    | МП «Світязь», директор |
| 9                                     | Михайлов Дмитро Володимирович    | 05.11.2010            | вища             | член Партії регіонів                    | ТОВ «Аліон», директор |
| 10                                    | Остапець Володимир Миколайович   | 05.11.2010            | вища             | член Партії регіонів                    | ЗАТ «Кримвтормет», заступник генерального директора |
| 12                                    | Колнишенко Дмитро Володимирович  | 05.11.2010            | вища             | член Партії регіонів                    | акціонерне товариство закритого типу "Футбольний клуб «Таврія», директор                                                                                            |
| 13                                    | Тарасов Сергій Іванович          | 05.11.2010            | вища             | член Партії регіонів                    | управління по газифікації та експлуатації газового господарства м. Сімферополя, керівник                                                                            |
| 14                                    | Куликов Віктор Миколайович       | 05.11.2010            | вища             | член Партії регіонів                    | Рада міністрів Автономної Республіки Крим, радник голови |
| 15                                    | Савутін Ігор Юрійович            | 05.11.2010            | вища             | член Партії регіонів                    | ТОВ «Паллада», генеральний директор |
| 16                                    | Нєпрєлюк Ярослав Вікторович      | 05.11.2010            | вища             | член Партії регіонів                    | ТОВ «Доктор Вебер», директор |
| 17                                    | Пихтєєва Людмила Олександрівна   | 05.11.2010            | вища             | член Партії регіонів                    | Сімферопольська міська рада, секретар |
| 18                                    | Хархан Олег Павлович             | 05.11.2010            | вища             | позапартійний                           | ТОВ «Підприємство Укравтотехекспертиза», директор |
| 19                                    | Черняго Олександр Павлович       | 05.11.2010            | вища             | член Партії регіонів                    | інспекція Державного архітектурно-будівельного контролю в АР Крим, головний державний інспектор                                                                     |
| 20                                    | Катушев Євген Едуардович         | 17.09.2012            | незакінчена вища | член Партії регіонів                    | ТОВ «Діана-Крим», директор |
| 21                                    | Вавренюк Олександр Йосипович     | 05.11.2010            | вища             | член Партії регіонів                    | Кримська колегія адвокатів, адвокат |
| 22                                    | Стратілаті Ігор Костянтинович    | 05.11.2010            | вища             | член Партії регіонів                    | ВАТ "Міжнародний аеропорт «Сімферополь», керівник об'єкту-провідний інженер                                                                                         |
| 23                                    | Трегубов Костянтин Миколайович   | 05.11.2010            | вища             | член Партії регіонів                    | НУБіП України ПФ НУБіПУ «Кримський агротехнологічний університет», заступник директора з навчально-виробничих питань і розвитку навчально-матеріальної бази філіалу |
| 24                                    | Бродовський Сергій Леонідович    | 05.11.2010            | вища             | член Партії регіонів                    | Сімферопольський міський центр зайнятості, директор |
| 25                                    | Ільяшенко Микола Андрійович      | 05.11.2010            | вища             | член Партії регіонів                    | ТОВ «Консоль ЛТД», перший заступник голови правління |
| 26                                    | Кузьмін Олег Леонідович          | 05.11.2010            | вища             | член Партії регіонів                    | КП «Житлово-експлуатаційне об'єднання Київського району міста Сімферополь», начальник                                                                               |
| 27                                    | Попов Сергій Леонідович          | 05.11.2010            | вища             | член Партії регіонів                    | приватний підприємець «Попов С. Л.» |
| 28                                    | Вагін Вячеслав Миколайович       | 05.11.2010            | вища             | член Партії регіонів                    | ВАТ «Сімферопольський камнєобробний завод», голова правління |
| 29                                    | Мосійчук Дмитро Олексійович      | 05.11.2010            | вища             | член Партії регіонів                    | ТОВ «Республіканський інститут політичних та соціологічних досліджень», директор                                                                                    |
| 30                                    | Гусейнов Ідаят Ашрафович         | 17.09.2012            | незакінчена вища | член Партії регіонів                    | ПП «Онікс Техно», заступник директора |
| 31                                    | Ростенко Андрій Олегович         | 05.11.2010            | вища             | член Партії регіонів                    | ТОВ "Фірма «Термодом», генеральний директор |
| 32                                    | Косарич Світлана Дмитрівна       | 05.11.2010            | вища             | член Партії регіонів                    | тимчасово не працює |
| 33                                    | Кисельов Федір Васильович        | 05.11.2010            | вища             | член Партії регіонів                    | Кримська республіканська установа «Онкологічний клінічний диспансер», головний лікар                                                                                |
| 34                                    | Бережной Євген Володимирович     | 05.11.2010            | вища             | член Партії регіонів                    | приватний підприємець «Бережной Є. В.» |
| 35                                    | Заікін Олексій Валентинович      | 05.11.2010            | вища             | член Партії регіонів                    | Кримський республіканський заклад «Клінічна лікарня ім. М. О. Семашка», заступник головного лікаря з діагностики                                                    |
| 36                                    | Тур Юрій Петрович                | 05.11.2010            | вища             | член Партії регіонів                    | ТОВ «ДЖАНАВАР-Д», комерційний директор |
| 37                                    | Шуб Олександр Михайлович         | 05.11.2010            | вища             | член Партії регіонів                    | ТОВ "Торговий дім «Скворцово», юрисконсульт |
| 38                                    | Коваль Олена Валентинівна        | 05.11.2010            | вища             | член Партії регіонів                    | ТОВ «Фірма Леді плюс», директор |
| Партія «Союз»                         |                                  |                       |                  |                                         | |
| б/м                                   | Петров Анатолій Іванович         | 06.11.2010            | вища             | член Партії «Союз»                      | тимчасово не працює |
| б/м                                   | Файнгольд Олександр Йосипович    | 06.11.2010            | вища             | член Партії «Союз»                      | ТНУ ім. Вернадського, студент |
| б/м                                   | Мочалін Павло Всеволодович       | 06.11.2010            | вища             | член Партії «Союз»                      | ТОВ «ГКФ Крим», директор |
| б/м                                   | Котолупов Сергій Олексійович     | 06.11.2010            | вища             | член Партії «Союз»                      | фірма «Альтіс», заступник директора |
| Політична партія Народний Рух України |                                  |                       |                  |                                         | |
| б/м                                   | Берберов Сейтумер Гафарович      | 06.11.2010            | середня          | позапартійний                           | ТОВ «Мараканд», директор |
| б/м                                   | Зінєдінов Ібраім Алійович        | 06.11.2010            | вища             | позапартійний                           | фірма «Ярдим», директор |
| 11                                    | Табах Садих Усеінович            | 05.11.2010            | вища             | позапартійний                           | ТОВ"Вінта", директор |
| Політична партія «Руська Єдність»     |                                  |                       |                  |                                         | |
| б/м                                   | Полонський Дмитро Анатолійович   | 06.11.2010            | вища             | член Політичної партії «Руська Єдність» | політична партія «Руська Єдність», заступник голови |
| б/м                                   | Бобков Володимир Віталійович     | 06.11.2010            | вища             | член Політичної партії «Руська Єдність» | Таврійський гуманітарно-екологічний інститут, завідувач кафедрою |
| б/м                                   | Єрмакова Людмила Олексіївна      | 06.11.2010            | середня          | член Політичної партії «Руська Єдність» | ТОВ «КАПІТАЛ», заступник директора |
| Політична партія «Сильна Україна»     |                                  |                       |                  |                                         | |
| б/м                                   | Фетислямов Костянтин Заремович   | 10.11.2010            | вища             | член Політичної партії «Сильна Україна» | ПП "Фірма «Віза», генеральний директор |
| б/м                                   | Федотов Ігор Леонідович          | 10.11.2010            | вища             | член Політичної партії «Сильна Україна» | Кримська спеціалізована фінансова установа «Фонд молодіжного житлового кредитування», директор                                                                      |